# Aurinyacià 0 a les comarques gironines
L'Aurinyacià 0 és el període tecnocultural del Paleolític superior arcaic i que comprèn els primers conjunts materials associats a l'arribada de l'home modern a l'Euroàsia occidental als voltants del 40.000 BP.
El nom deriva d'un abric situat en el poble francès d'Aurignac en el Departament de l'Alta Garona. Aquest moment del Plistocè superior és anomenat també, segons la terminologia de diferents paleolitistes, Aurinyacià arcaic o protoaurinyacià. Normalment se superposa a les indústries mosterianes i evoluciona després cap a un aurinyacià típic. S'estén sobretot dins l'àmbit geogràfic mediterrani tot i que, s'han localitzat jaciments d'aquesta cronologia en altres indrets extramediterranis. L'equipament instrumental es caracteritza per l'estandardització d'una talla laminar petita, puntes de dors i puntes d'os de base fesa.

## Jaciments amb presència d'Aurinyacià 0 a les comarques gironines
Els nivells arqueològics Aurinyacians arcaics els podem localitzar a les coves del Reclau-Viver a Serinyà (l'Arbreda, Reclau-Viver i Mollet I) i en diferents jaciments en superfície de Llagostera (Can Crispins, Can Font, Can Guardiola i Tranquinell).